# Bohuslän-Dals svarthöna

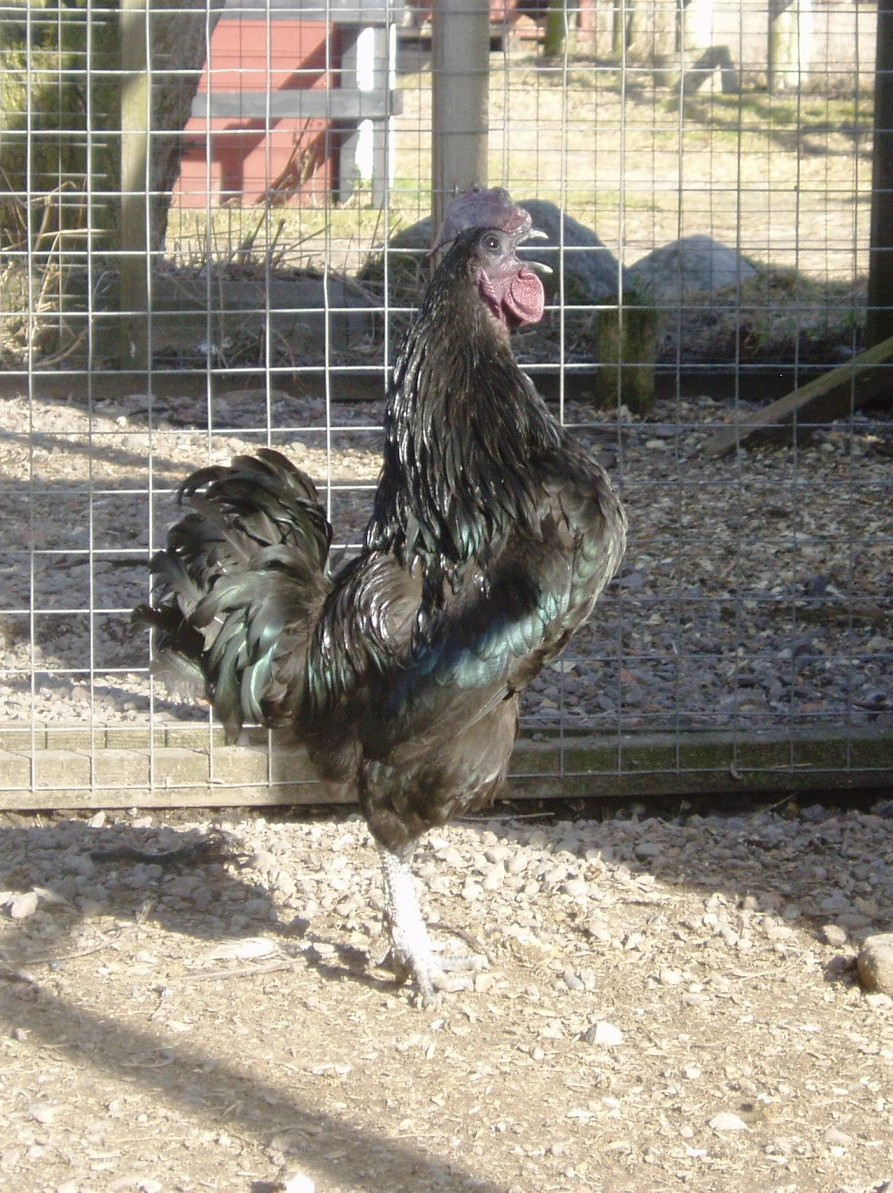
Svarthöna, tupp

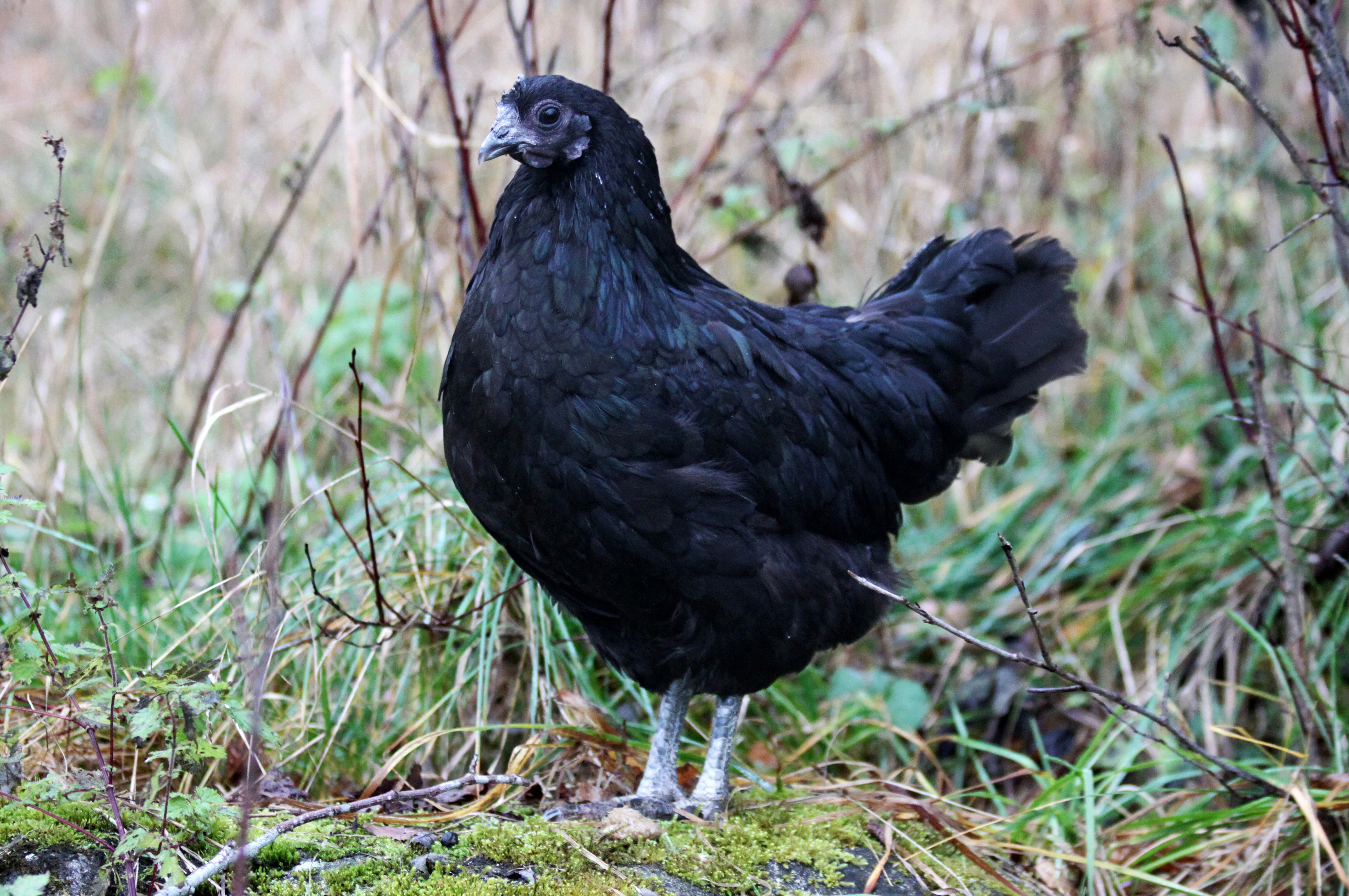
Svarthöna

Bohuslän-Dals svarthöna är en hönsras som tros ha förts från Moçambique till Norge någon gång under 1600-talet av sjöfarare. Därefter har rasen anpassat sig till det nordiska klimatet. Men den har fortfarande kvar den särprägeln att köttet är mörkfärgat. 
Dess nuvarande form har fått lantrasstatus och alla svenska genbanksregistrerade besättningar härstammar från en flock som kom till Sverige vid sekelskiftet. År 1956 köptes denna flock av två bröder i Bullarebygd.  Svenska Lanthönsklubben har bevarat denna ras i genbank sedan 1991.
En tupp kan väga uppemot 2 kg medan en höna som mest väger 1,5 kg. Äggen är små med stor gula och väger 38-48 gram. Svarthöns flyger gärna.
Den mörka pigmenteringen av hud och kött hos Bohuslän-Dals svarthöna har visat sig beror på en viss typ av variation i genen EDN3.